# تامی کامینگز
تامی کامینگز (انگلیسی: Tommy Cummings؛ ۱۲ سپتامبر ۱۹۲۸ – ۱۲ ژوئیهٔ ۲۰۰۹) یک بازیکن فوتبال اهل بریتانیا بود.